# Приворотень ниркоподібний
Приворотень ниркоподібний (Alchemilla pseudincisa) — вид квіткових рослин родини трояндових (Rosaceae).

## Біоморфологічна характеристика
Рослина 8–40 см заввишки. Стебла до 1/3–1/2 довжини притиснуто-запушені. Ніжки внутрішніх листків також притиснуто запушені, у 1–2 зовнішніх листків — голі. Листові пластинки ниркоподібні чи округло-ниркоподібні, з краєвими лопатями, що широко розходяться, голі, знизу по всій довжині жилок або тільки у верхній частині, іноді також по крайових лопатях запушені, розчленовані до 1/6–1/5(1/4) ширини, неповно 9(11)-лопатеві; лопаті округло-трикутні до округло-широко-трикутних, з 6–10 нерівними широкими зубцями з кожного боку; надрізи між лопатями відсутні. Квітки жовто-зелені, 3.5–5 мм у діаметрі; гіпантій голий; чашолистки округло-яйцюваті, їх довжина менша чи майже рівна ширині.

## Поширення
Європа: Австрія, Болгарія, Чехія, Словаччина, Франція, Німеччина, Греція, Італія, Швейцарія, Україна, Сербія, Македонія.
В Україні росте у Карпатах (Чорногора, Чивчино-Гринявські гори) — на високогірних луках, рідко.